# Geike Arnaert
Geike Arnaert, född 13 september 1979 i Poperinge och uppvuxen i Westouter vid franska gränsen, är en belgisk sångerska. Hon är mest känd för att ha varit huvudsångerska i bandet Hooverphonic mellan 1997 och 2008. Hon gjorde senare comeback i bandet 2020.